# Veronica dahurica
Veronica dahurica är en grobladsväxtart. Veronica dahurica ingår i släktet veronikor, och familjen grobladsväxter.

## Underarter
Arten delas in i följande underarter:
- V. d. dahurica
- V. d. pyrethrina